# Cwaliny (województwo podlaskie)
Cwaliny – wieś w Polsce położona w województwie podlaskim, w powiecie kolneńskim, w gminie Stawiski. W miejscowości znajduje się obecnie dwanaście domostw.
Wieś przynależy do parafii św. Antoniego Padewskiego w Stawiskach od momentu jej utworzenia w pierwszych latach XX wieku. Wcześniej Cwaliny stanowiły część ciągle istniejącej parafii Dobrzyjałowo.

## Historia
Pierwsza wzmianka na temat miejscowości dotyczy roku 1439, kiedy to miejscowość Cwaliny – Dołęgi (wcześniejsza nazwa miejscowości) została nadana Wawrzyńcowi z Rykaczewa (ziemia zakrzewińska) w postaci 10 włók ziemi między granicami Woduny, Karwowskich, Floriana z Kęs, Lisa i Rostkami. Rykaczewscy należeli do rodu Dołęgów.
Prywatna wieś szlachecka położona była w drugiej połowie XVI wieku w powiecie wiskim ziemi wiskiej województwa mazowieckiego.
Przez miejscowość Cwaliny w trakcie I wojny światowej chwilowo przebiegała linia frontu. Do tej pory w pobliskim lesie znajduje się pozostałość okopów i lejów po wybuchach pocisków artyleryjskich. Na okres działań wojennych mieszkańcy zostali przesiedleni do pobliskiego kompleksu leśnego zwanego przez miejscowych „Karwowiakiem” z uwagi na położenie w granicach administracyjnych wsi Karwowo. Ówcześni mieszkańcy przezimowali okres wysiedlenia w ziemiankach.
W latach 1921–1939 wieś leżała w województwie białostockim, w powiecie kolneńskim (od 1932 w powiecie łomżyńskim), w gminie Stawiski.
Według Powszechnego Spisu Ludności z 1921 roku wieś zamieszkiwało 49 osób w 9 budynkach mieszkalnych. Podlegała pod Sąd Grodzki w Stawiskach i Okręgowy w Łomży; właściwy urząd pocztowy mieścił się w m. Stawiski.
W wyniku napaści ZSRR na Polskę we wrześniu 1939 wieś znalazła się pod okupacją sowiecką. W październiku 1939 roku weszła w skład Zachodniej Białorusi – a 2 listopada została włączona do Białoruskiej SRR. 4 grudnia 1939 włączona do nowo utworzonego obwodu białostockiego. Od czerwca 1941 roku pod okupacją niemiecką. Od 22 lipca 1941 do wyzwolenia w styczniu 1945 włączona w skład Landkreis Lomscha, Bezirk Bialystok III Rzeszy.
Podczas II wojny światowej w miejscowości stacjonowali niemieccy żołnierze zajmujący się wyrębem lasu „Cwaliniaku”.
W latach 1975–1998 miejscowość administracyjnie należała do województwa łomżyńskiego.